# Советский (сыр)
«Сове́тский» — твёрдый сычужный сыр, изготавливаемый из коровьего молока.

## История создания, особенности технологии
Алтайские сыроделы ещё в конце XIX века пытались освоить производство сыров, схожих по рецептуре со швейцарскими. Но заимствованные из Швейцарии технологии не работали в условиях Алтайских предгорий. Предстояло создать собственную рецептуру, учитывающую местные условия, и позволяющую наладить массовый выпуск. Решил эту задачу в 1930-е годы на Куяганском и Айском сырзаводах сыродел Дмитрий Граников. В отличие от швейцарского, советский сыр изготавливается из пастеризованного молока, обладает короткими сроками созревания (3-4 месяца). Пробные партии нового сорта были отправлены в Лондон, где получили высокую оценку (90-95 баллов по 100-балльной системе). Весь объём произведенного сыра «Советский» был причислен к высшему (25 %) и первому (75 %) сортам.
Начиная с 1932 года почти все заводы Алтайского района были переведены на выработку сыра «Советский».

## Описание. Вкусовые качества
Советский сыр выпускается в прямоугольных брусках (в отличие от швейцарского «колеса») длиной 48-50 см, шириной 18-20 см, высотой в 12-18 см и массой до 16 кг, края брусков чуть скруглены. Как и в традиционном швейцарском, в советском сыре содержится 50 % жира, от 1,5 до 2,5 % соли и не более 42 % влаги. Сыр имеет сладковатый, пряный вкус, своеобразный аромат, пластичное тесто, а на разрезе слабожёлтого цвета круглые или овальные глазки.

## Товарный знак
В настоящее время право выпускать «Советский» сыр есть у ряда предприятий, расположенных в предгорной зоне Алтайского края: ООО «АКХ Ануйское», ООО «Красногорский маслосырзавод», ООО «Солонешенский маслосырзавод», ООО «Кипринский молочный завод», ООО «Алтайский сыр», ООО «Троицкий маслосыродел»,ООО "Алтайский маслосыродельный завод", МУП «Куяганский маслосырзавод», ОАО «Змеиногорский маслосырзавод», ООО «Карагужинский маслосырзавод», ОАО «Быстрянский маслосырзавод». Сыры, выпущенные другими производителями под этим названием, считаются фальсификатом.

## Другое
Существует городская легенда, что сыр «Советский» получил своё название от города Советск и по сути является подвидом тильзитера, однако в действительности это не так.